# Usini
Usini (sardinski: Ùsini) je grad i općina (comune) u pokrajini Sassariju u regiji Sardiniji, Italija. Nalazi se na nadmorskoj visini od 200 metara i ima 4 365 stanovnika.
 Prostire se na 30,74 km². Gustoća naseljenosti je 142 st/km².
Susjedne općine su: Ittiri, Ossi, Sassari, Tissi i Uri.